# Kinoguitan
Kinoguitan é um município de  quinta classe de renda municipal (d) na província Misamis Oriental, nas Filipinas. De acordo com o censo de 1 de maio  de  2020 possui uma população de 14 091 pessoas e 3 437 domicílios.